# Artifodina strigulata
Artifodina strigulata là một loài bướm đêm thuộc họ Gracillariidae. Nó được tìm thấy ở Ấn Độ (Meghalaya) và Nepal.
Sải cánh dài 8.2-11.5 mm.
Ấu trùng ăn Myrsine capitellata. Chúng ăn lá nơi chúng làm tổ.